# Centaurea sicula
Centaurea sicula — вид квіткових рослин родини айстрових (Asteraceae). Ареал: Алжир, Франція, Італія, Марокко, Сардинія, Сицилія, Іспанія, Туніс.

## Середовище
Зростає в сухих місцезростаннях, на порушених ґрунтах, уздовж доріг, в зоні від рівня моря до висоти близько 500 метрів.

## Морфологічна характеристика
Дворічна трав'яниста рослина заввишки 30–80 см, стебла прямі або висхідні, гіллясті, повстяні. Листки в приземній розетці і на нижній частині стебла черешкові або сидячі, ліроподібні або перисторозсічені, з обох боків 2–4 лопаті, 6–10 см завдовжки. Стеблові листки чергові, довгасті або ланцетні, зігнуті, 2–4 см завдовжки і близько 1 см завширшки; у верхній частині стебла листки ланцетні, зазвичай тільки з колючкою на верхівці. Суцвіття діаметром 13—15 мм. квітки яскраво-жовті. Плід — сім'янка з пушком, довжиною 4—5 мм. Період цвітіння: травень — серпень.